# Flamands des Açores
Les Flamands des Açores sont l'une des principales composantes de la genèse de la population açorienne après les Portugais.

## Histoire

Le village de Flamengos, sur l'île de Faial, nommé d'après les Flamands

Les Flamands sont arrivés du Comté de Flandre au nombre d'environ 2 000 au cours des XVe et XVIe siècles dans l'archipel des Açores.
Le peuplement flamand débute en 1451 avec l'arrivée d'artisans brugeois, sous l'impulsion notamment de Jácome de Bruges. Ces îles, dépendantes de la couronne portugaise, manquent  en effet de colons. En plus de Portugais et de Flamands, des Bretons et des Normands viennent également s'installer aux Açores.
Il reste de nombreuses traces de ces premiers habitants dans l'archipel. Les premières peintures ont incontestablement une forte influence flamande. Physiquement, une partie importante de la population açorienne présente, malgré une physionomie générale méditerranéenne, des traits plus nord-européens, dont des yeux clairs (actuellement, 30 % de la population a les yeux bleus).
L'île de Faial est particulièrement marquée par ce peuplement. Le nom du village de Flamengos (en) rappelle ces premiers occupants. La ville de Horta elle-même, capitale de l'île, doit son nom à Joss van Hurtere (pt). Willelm van der Hagen (pt), connu aussi sous le nom de « Guilherme da Silveira », est par ailleurs l'un des premiers à s'installer sur l'île.